# Constitución de Ecuador de 1835
La Constitución de Ecuador de 1835, denominada oficialmente como Constitución de la República del Ecuador, fue la segunda constitución política en estar vigente en el país, y la primera desde que pasó a denominarse como República del Ecuador. Fue redactada por la Convención Nacional en la ciudad de Ambato. Esta constitución eliminó las aspiraciones del antiguo Estado del Ecuador de conformar una federación colombiana con Nueva Granada y Venezuela, y creó oficialmente un país autónomo y soberano. Estuvo en vigencia durante la presidencia de Vicente Rocafuerte hasta 1843, durante la segunda presidencia de Juan José Flores, al crearse la iii Constitución (denominada peyorativamente como la Carta de la Esclavitud).
Tras varias decisiones políticas de anteriores gobiernos que generaron descontento en varias partes del país en el primer gobierno de Juan José Flores, surgieron varias rebeliones en todo el país, apoyando un cambio de gobierno y nombrando jefes supremos en Guayaquil y Quito. Aunque Flores ganó en las batallas contra los insurgentes, prefirió ceder el poder a favor de Vicente Rocafuerte. Al tomar el mando Rocafuerte en 1835 como único jefe supremo, se convocó a representantes de las provincias del país a una convención de carácter constituyente de plenos poderes que eligió a Rocafuerte como presidente y redactó una nueva constitución para la nueva República del Ecuador.

## Historia

### Rebelión de los chihuahuas y jefatura suprema de Rocafuerte
En el año 1833, existía un malestar en cierta parte de la población con respecto a la administración de Juan José Flores, debido a que muchos de los alto
cargos en el gobierno y en lo militar eran asignados a granadinos y a venezolanos, relegando a los ecuatorianos a mandos medios. Flores gozaba de una bancada en el Congreso de Diputados que conformaba la mayoría de los legisladores, los cuales otorgaron facultades extraordinarias al presidente, habilitando a Flores a que pueda gobernar sin limitaciones por parte de otros poderes del Estado. El diputado Vicente Rocafuerte se había opuesto férreamente a estas decisiones y replicó a los diputados de la bancada oficialista. Sin embargo, el Congreso -con mayoría floreanista-  decidió cesar a Rocafuerte de sus funciones legislativas, ordenaron su arresto y dispusieron su destierro del país hacia Perú.
27 oficiales del general Luis Urdaneta -quien se había levantado en armas contra Flores- habían sido desterrados también por mandato presidencial, sin embargo, se confabularon contra el gobierno y nombraron al comandante de la guarnición de Guayaquil, el coronel Pedro Mena, como líder militar de la sublevación el 12 de octubre de 1833. Los sublevados necesitaban a un líder político, por lo cual dieron alcance en Naranjal al desterrado Vicente Rocafuerte, a quien liberaron y condujeron a Guayaquil. Rocafuerte entró en la ciudad de Guayaquil el 18 de octubre, siendo nombrado en calidad de Jefe Supremo. A los insurrectos se les denominó con el apelativo de «chihuahuas», debido a que estaban en favor de Rocafuerte, y éste había ejercido varios cargos diplomáticos en México. 
La rebelión de los chihuahuas fue atacada por el general Juan Otamendi, quien venció a los revolucionarios en Babahoyo, obligándolos a replegarse a Guayaquil y luego hacia la isla Puná. Los enfrentamientos continuaron hasta el año siguiente. En junio de 1834, en Quito proclamaron la jefatura suprema del doctor José Félix Valdivieso, desconociendo también al gobierno de Flores. El coronel chihuahua Mena hizo un pacto con los gobiernistas y ayudó a la toma de la isla Puná, con lo cual quedaron derrotadas las fuerzas adeptas a Rocafuerte.  
Flores pudo ordenar la ejecución de Rocafuerte, sin embargo, lo proveyó de varias garantías y decidió entregarle el mando civil y militar de Guayaquil a partir del 1 de septiembre de 1834, hasta que se convoque un congreso constituyente con representantes de Guayaquil, Quito y Cuenca. Sin embargo, los autonomistas quiteños seguían teniendo al mando a Valdiviezo, quienes se negaban al gobierno de Rocafuerte. Durante los meses subsiguientes hubo varios enfrentamientos entre los restauradores quiteños y las fuerzas de Rocafuerte, quienes solo controlaban Guayaquil. Flores conformó el Ejército Convencional en Guayaquil y enfrentó a los restauradores serranos al mando del general Isidoro Barriga. Los restauradores se replegaron hasta la serranía. El 19 de enero de 1835, Flores al mando del Ejército Convencional derrotó a los restauradores al mando del general Barriga en la batalla de Miñarica, tras lo cual fue proclamada la Jefatura Suprema Nacional del Vicente Rocafuerte.

### Convención de Ambato
En febrero de 1835, el Jefe Supremo del Estado Vicente Rocafuerte convocó a un congreso constituyente en la ciudad de Ambato. Dentro de los diputados constituyentes se excluyó a los miembros del clero, por lo que la cúpula religiosa excomulgó a Rocafuerte, hecho que él respondió desterrando al vicario y otros sacerdotes al Perú. La convención se conformó por 10 diputados guayaquileños, 9 quiteños, 9 cuencanos, 4 de Manabí, 3 de Loja, 3 de Chimborazo y 2 de Imbabura. El presidente de la Convención fue el guayaquileño José Joaquín de Olmedo, y el vicepresidente fue el quiteño Pedro José de Arteta; los secretarios fueron el cuencano José Jerves y el tungurahuense Ignacio Holguín Sánchez.
En junio de 1835, la Convención realizó una votación entre sus miembros para elegir un presidente interino. Rocafuerte obtuvo el cargo por decisión unánime (39 votos) en la votación. El 31 de julio, la Convención concluyó con la redacción y aprobación del nuevo texto constitucional.
El 2 de agosto, en el seno de la Convención se desarrollaron las elecciones presidenciales, las mismas que terminaron con una victoria de Vicente Rocafuerte con 25 votos, quedando en segundo lugar Juan José Flores con 8 votos, y en tercer lugar José Joaquín de Olmedo con 4 votos. El nuevo presidente fue posesionado el 8 de agosto. El texto constitucional aprobado por la Convención fue ratificado por Vicente Rocafuerte, ya posesionado como presidente constitucional, el 13 de agosto.
Durante la vigencia de la Convención Nacional, dicho congreso constituyente aprobó una serie de leyes que rigieron en el territorio ecuatoriano como la Ley de Régimen Político de las Provincias, la Ley Orgánica Militar, la Ley de Juzgamientos a altos funcionarios, entre otras.

## Principales características

### Forma de Estado y de gobierno
A partir de la separación formal del Distrito del Sur de la Gran Colombia, dicho país adoptó el nombre oficial de «Estado del Ecuador», y aunque la i constitución lo establecía como un cuerpo independiente, también proclamaba su unión con los demás «Estados de Colombia» en una sola nación, siendo su principal objetivo la reunificación colombiana. De hecho, se estipuló que todo su ordenamiento jurídico local deba supeditarse a las disposiciones que sean emanadas por parte de la eventual reunificación.
La Constitución de 1835 estableció al Ecuador como una república, con características de Estado unitario y soberanía, lo cual lo hacía independiente de cualquier otro poder extranjero.

### Poder legislativo
La Constitución de 1835 reemplazó al Congreso de Diputados e implantó la bicameralidad en el país al dividir la función legislativa en dos órganos: la Cámara de Senadores y la Cámara de Representantes. Ambas cámaras conforman al Congreso. El proceso de formación de la ley podía proceder desde ambas cámaras.